# Chrysolina geminata
Chrysolina geminata är en skalbaggsart som först beskrevs av Gustaf von Paykull 1799.  Chrysolina geminata ingår i släktet Chrysolina, och familjen bladbaggar. Arten är reproducerande i Sverige.